# Agglomération bruxelloise
Pour les articles homonymes, voir Bruxelles (homonymie).
Pour l'agglomération bruxelloise au sens de l'aire urbaine de Bruxelles, voir Bruxelles.
 (juin 2016).
Si vous disposez d'ouvrages ou d'articles de référence ou si vous connaissez des sites web de qualité traitant du thème abordé ici, merci de compléter l'article en donnant les références utiles à sa vérifiabilité et en les liant à la section « Notes et références ».
L’Agglomération bruxelloise est le nom d'un organisme public belge créé par une loi de 1971 et vidé de ses compétences en 1989. Son rôle était d'exercer certaines des compétences économiques normalement dévolues aux autorités régionales, sur le territoire des 19 communes de l'Arrondissement administratif de Bruxelles-Capitale.

## Création
Dans le processus de fédéralisation de la Belgique, le statut de Bruxelles reste très discuté. Faute d'accord politique, Bruxelles n'est rattaché ni à la Région flamande, ni à la Région wallonne. En conséquence, les compétences publiques dévolues aux Régions, ne sont exercées par aucune entité à Bruxelles.
La loi du 26 juillet 1971 sur les fédérations de communes et les agglomérations instaure donc l'Agglomération bruxelloise, avec pour mission d'exercer les compétences régionales, sans, toutefois avoir le statut des deux autres Régions.

## Compétences
L'Agglomération disposait de compétences en matière d'aménagement du territoire, de transport, de sécurité, de santé, de lutte contre les incendies et propreté publique, d'expansion économique, etc.

## Organisation
Des conseillers d'agglomération se répartissaient en deux groupes linguistiques et la parité linguistique au sein du collège était assurée.
L'élection du conseil d'Agglomération eut lieu le 21 novembre 1971. La liste du Rassemblement bruxellois, une liste à majorité francophone ayant accueilli des candidats flamands, remporta la majorité des sièges. La majorité au sein de l'Agglomération avait dès lors une orientation différente de la majorité gouvernementale et de la majorité provinciale dans le Brabant. Il en résulta un certain blocage de l'Agglomération.
L'Agglomération fut également dotée de deux Commissions de la Culture (française et néerlandaise) composées de membres élus par le groupe linguistique correspondant au conseil d'Agglomération. Séparément ou réunies, les commissions exerçaient des compétences en matière culturelle et d'enseignement.
Depuis sa création jusqu'à sa disparition, la présidence de l'Agglomération bruxelloise fut assurée par André Lagasse.

## Disparition de l'Agglomération
Les élections d'Agglomération du 21 novembre 1971 furent les seules organisées.
Les compétences et le mode de fonctionnement de l'Agglomération furent réformés par la loi du 21 août 1987, qui enlevait notamment à l'Agglomération les compétences qui avaient été régionalisées en 1980, pour les confier au Comité ministériel régional bruxellois.
La loi du spéciale du 12 janvier 1989 mettant en place définitivement les organes de la Région de Bruxelles-Capitale mit fin définitivement à la parenthèse de l'Agglomération.